# Dichter*es van België
Dichter*es van België voorheen Dichter des Vaderlands is in België een initiatief waarbij een dichter die voor een periode van twee jaar door de organisatoren wordt geselecteerd, in die periode jaarlijks zes gedichten aanbiedt over nationale thema's. Het project Dichter*es van België is een literair initiatief van het Poëziecentrum (Gent), La Maison de la Poésie et de la Langue française (Namen) en de literaire organisatie VONK & Zonen (Antwerpen), in samenwerking met Passa Porta (Brussel) dat ook de vertalingen verzorgt. Sinds 2015 zijn ook Maison de la Poésie (Amay), het fiEstival maelstrÖm (Brussel), Poème 2 (Brussel) en Midis de la Poésie (Brussel) partners in het project, met de steun van de Nationale Loterij.
Het concept is geïnspireerd op het Nederlandse model, waar de eretitel om de vier jaar overgedragen wordt aan een andere dichter. In België wordt de titel om de twee jaar overgedragen aan een dichter uit een andere taalgemeenschap. 
De eerste Belgische Dichter des Vaderlands was van 29 januari 2014 tot 27 januari 2016 de Vlaming Charles Ducal. De Franstalige Laurence Vielle nam de taak op van 27 januari 2016 tot januari 2018. Op Gedichtendag 2017 werd bekendgemaakt dat Els Moors Vielle zou opvolgen en op Gedichtendag 2020 nam de Franstalige Carl Norac het stokje van Els Moors over. Een volgende Dichter des Vaderlands kan ook uit de Duitstalige Gemeenschap voortkomen. In 2022 werd Mustafa Kör benoemd.

## De taak van de Dichter
De Dichter schrijft minimaal zes gedichten per jaar over diverse thema’s die iedereen in het land aanbelangen. De gedichten worden telkens in de drie landstalen aangeboden en gelijktijdig gepubliceerd in de kranten De Morgen en Grenz-Echo en het tijdschrift l’Avenir. De dichter geeft ook voordrachten en lezingen in de andere taalgemeenschappen van het land.
Het project heeft bovendien ook een sociale functie: het onderzoekt hoe poëzie een rol kan spelen in het maatschappelijk debat.

## Drie landstalen
Het is een project over de taalgrenzen heen, in de geest van het nieuwe cultureel samenwerkingsverdrag tussen de Vlaamse en de Franse Gemeenschap. “Dit is geen belgicistisch statement”, zegt Carl De Strycker van het Poëziecentrum, “maar het gevolg van een literaire bekommernis." Het project biedt de drie taalgemeenschappen de kans om elkaars dichters te leren kennen.”

## De eerste Dichter
Charles Ducal (geb.1952) heeft in Vlaanderen niet zoveel naamsbekendheid, maar wordt gezien als een van de belangrijkste dichters eind 20e-begin 21e eeuw in Nederlandstalig België. Hij schrijft sterke poëzie in een toegankelijke, op het oog klassieke vorm. Inhoudelijk gaat zijn werk vaak over (innerlijke) conflicten, en niet zelden spreekt er ook een grote maatschappelijke betrokkenheid uit zijn werk. Op het moment dat hij tot Dichter des Vaderlands gekozen wordt, 29 januari 2014, heeft hij zeven gedichtenbundels geschreven.

## Historiek
De functie van Dichter*es van België gaat terug tot in de Romeinse tijd: de titel ‘Poeta Laureatus’ werd gegeven aan dichters die als blijk van waardering voor hun werk op het Capitool gekroond werden met een aan Apollo gewijde lauwerkrans. Onder meer Horatius (in 17 v.Chr.) kreeg de eer om deze eretitel te dragen.
In de Angelsaksische wereld is het concept ‘Poet Laureate’ al enkele eeuwen bekend en komt uit de traditie van barden en minstrelen die de lof van de koningen moesten zingen. 
In Engeland werd door Koning Karel I voor de eerste keer de titel toegekend in 1616. Tot op heden kent Engeland een Poet Laureate. De dichter wordt aangesteld voor het leven en schrijft gedichten voor het hof en bij nationale gebeurtenissen.
Sedert 1937 hebben ook de Verenigde Staten een Poet Laureate. Deze wordt benoemd door de Librarian of Congress voor een periode van acht maanden. Zijn taak is om goede poëzie toegankelijk te maken voor een groter publiek. Specifieke taken van de dichters worden tot een minimum beperkt: de dichters kunnen de projecten die ze willen ontwikkelen zelf invullen. 
Sedert 2000 heeft Nederland een Dichter des Vaderlands. Hij of zij blijft vier jaar Dichter des Vaderlands, waarna een andere dichter hem of haar opvolgt. De eerste Dichter des Vaderlands in Nederland was Gerrit Komrij. In 2025 werd de prijs hernoemd naar Dichter der Nederlanden.
Ook België heeft eerder al eens een Dichter*es van België gehad: In 1899 werd de Franstalige Vlaamse dichter Emile Verhaeren door koning Albert I benoemd als ‘poète national’.
De functie van Dichter*es van België kent haar oorsprong in de klassieke oudheid. In de Romeinse tijd werd de eretitel Poeta Laureatus toegekend aan dichters die bijzondere erkenning genoten. Zij werden op het Capitool gekroond met een lauwerkrans gewijd aan de god Apollo. De Romeinse dichter Horatius kreeg deze eer in 17 v.Chr.
In de Angelsaksische wereld groeide het concept van een officiële dichter voort uit de traditie van barden en minstrelen die lofliederen schreven voor vorsten. In Engeland werd de titel Poet Laureate voor het eerst officieel toegekend in 1616 onder het bewind van koning Karel I. De Poet Laureate wordt er benoemd voor het leven en schrijft gedichten bij nationale gebeurtenissen en voor het hof.
In de Verenigde Staten werd in 1937 de functie van Poet Laureate Consultant in Poetry ingesteld. Deze wordt aangesteld door de Librarian of Congress voor een termijn van acht maanden. De voornaamste taak van de Amerikaanse Poet Laureate is het bevorderen van poëzie bij het brede publiek, waarbij de invulling van het mandaat grotendeels vrij is.
In België werd in 1899 de Franstalige Vlaamse dichter Émile Verhaeren benoemd tot poète national door koning Albert I. Nederland introduceerde in 2000 de functie Dichter des Vaderlands, naar Brits voorbeeld. Gerrit Komrij was de eerste dichter die deze titel droeg. In 2025 werd de functie hernoemd tot Dichter der Nederlanden.
Op 29 januari 2014 werd in België de titel Dichter des Vaderlands opnieuw in het leven geroepen. Deze werd in 2025 hernoemd tot Dichter*es van België. Het initiatief is een samenwerking tussen Poëziecentrum, La Maison de la Poésie et de la Langue française en VONK & Zonen, in samenwerking met Passa Porta. De functie wordt mogelijk gemaakt met steun van de Nationale Loterij en haar spelers, evenals het Cultureel Samenwerkingsakkoord tussen de Vlaamse en Franse Gemeenschap. Geïnspireerd door het Nederlandse model, wil het project als literair uitwisselingsinitiatief een brug slaan tussen de drie taalgemeenschappen in België.

## Lijst
| Dichter*es van België | Foto | Geboorte en Overlijden           | Ambtstermijn                      |
| --------------------- | ---- | -------------------------------- | --------------------------------- |
| Emile Verhaeren       |      | 21 maart 1855 - 27 november 1916 | 1908 - 1915                       |
| Charles Ducal         |      | 3 april 1952 -                   | 29 januari 2014 - 27 januari 2016 |
| Laurence Vielle       |      | 1968 -                           | 27 januari 2016 - januari 2018    |
| Els Moors             |      | juli 1976 -                      | januari 2018 - 30 januari 2020    |
| Carl Norac            |      | 29 juni 1960                     | 30 januari 2020 - 23 maart 2022   |
| Mustafa Kör           |      |                                  | 23 maart 2022 - 28 maart 2024     |
| Lisette Lombé         |      | 1978 -                           | 28 maart 2024 - heden             |